# UEFAチャンピオンズリーグ 2022-23 決勝
UEFAチャンピオンズリーグ 2022-23 決勝は、UEFAチャンピオンズリーグ 2022-23の決勝戦であり、68回目のUEFAチャンピオンズリーグの決勝戦である。2023年6月10日にトルコ・イスタンブールのアタテュルク・オリンピヤト・スタドゥで行われ、マンチェスター・シティが初優勝を果たした。
マンチェスター・シティはUEFAヨーロッパリーグ 2022-23王者と対戦する2023 UEFAスーパーカップの出場権の他、UEFAサッカー連盟を代表して、2023年12月にサウジアラビアで開催されるFIFAクラブワールドカップ2023と、2025年6月から7月にアメリカ合衆国で開催されるFIFAクラブワールドカップ2025の出場権を獲得した。

## 試合前

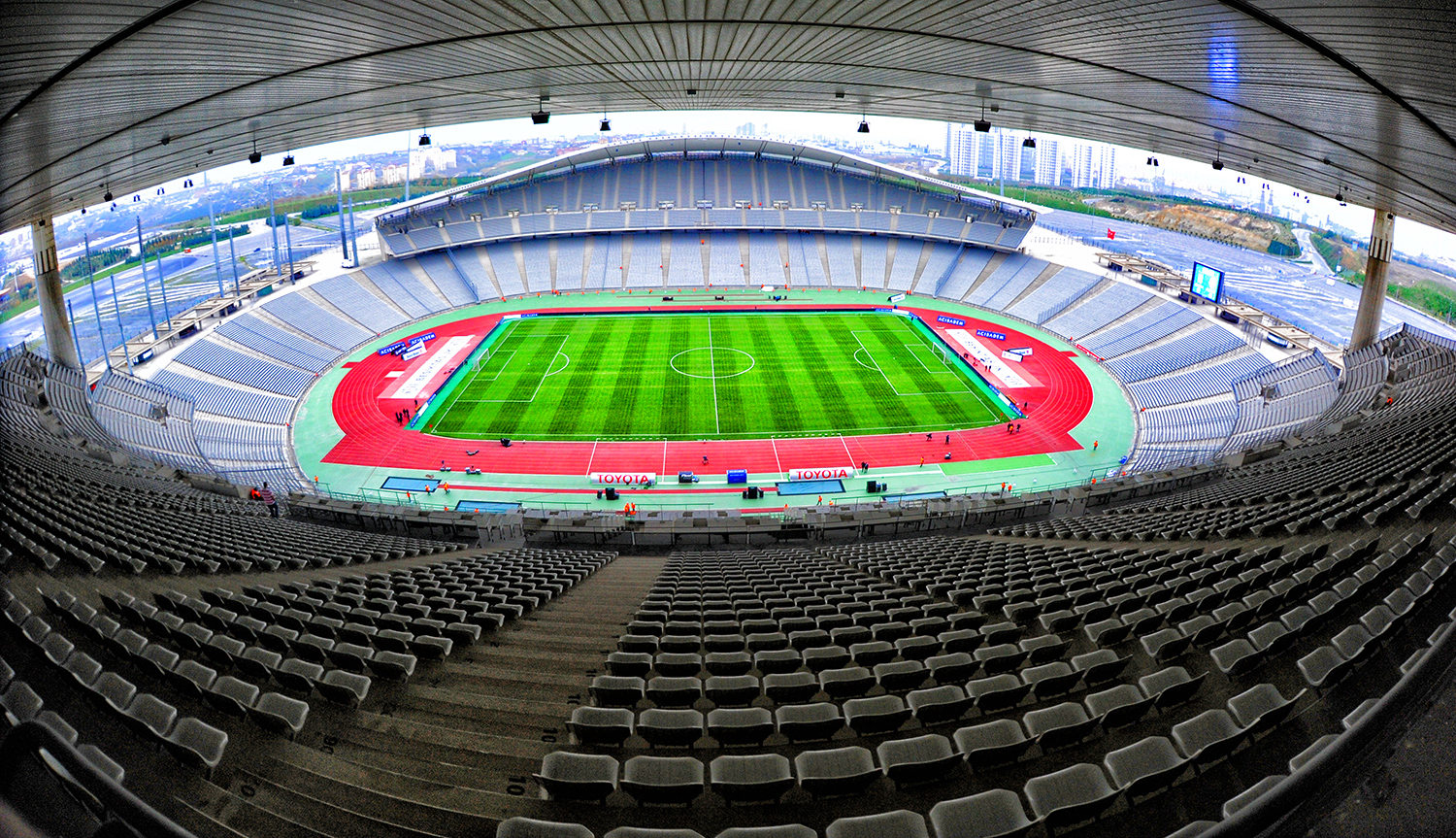
決勝戦が行われたアタテュルク・オリンピヤト・スタドゥ

当初は、ロンドンのウェンブリー・スタジアムで行われる予定だったが、ヨーロッパにおける新型コロナウイルス感染症の流行により2020年の決勝戦が延期かつ開催地変更となり、その後の決勝戦の開催地が1年戻り、ミュンヘンのフースバル・アレーナ・ミュンヘンが2023年の決勝戦の会場となった。2021年の決勝戦はイスタンブールで行われる予定だったが、トルコにおける新型コロナウイルス感染症の流行により、再び開催地が変更となり、2023年の決勝戦がイスタンブールのアタテュルク・オリンピヤト・スタドゥで行われ、ミュンヘンは2025年の決勝戦の開催地となる予定である。

## 決勝戦までの道のり
註: 以下のすべての結果は、決勝戦進出2クラブの得点を前に表示している。
| 順 | チーム                 | 試 | 点 |
| -- | ---------------------- | -- | -- |
| 1  | マンチェスター・シティ | 6  | 14 |
| 2  | ボルシア・ドルトムント | 6  | 9  |
| 3  | セビージャ             | 6  | 5  |
| 4  | コペンハーゲン         | 6  | 3  |

| 順 | チーム                 | 試 | 点 |
| -- | ---------------------- | -- | -- |
| 1  | バイエルン・ミュンヘン | 6  | 18 |
| 2  | インテル               | 6  | 10 |
| 3  | バルセロナ             | 6  | 7  |
| 4  | ヴィクトリア・プルゼニ | 6  | 0  |

## 試合
"ホーム"チームは（管理上の目的で）、準々決勝と準決勝の抽選後の追加の抽選によって決定される。

### 結果
| マンチェスター・シティ | 1 - 0    | インテル |
| ---------------------- | -------- | -------- |
| - ロドリ 68分          | レポート |          |

| マンチェスター・シティ | インテル |

| GK                         | 31 | エデルソン               | 90+4分 |      |
| CB                         | 25 | マヌエル・アカンジ       |        |      |
| CB                         | 3  | ルベン・ディアス         |        |      |
| CB                         | 6  | ナタン・アケ             |        |      |
| CM                         | 5  | ジョン・ストーンズ       |        | 82分 |
| CM                         | 16 | ロドリ                   |        |      |
| RW                         | 20 | ベルナルド・シウバ       |        |      |
| AM                         | 17 | ケヴィン・デ・ブライネ   |        | 36分 |
| AM                         | 8  | イルカイ・ギュンドアン   |        |      |
| LW                         | 10 | ジャック・グリーリッシュ |        |      |
| CF                         | 9  | アーリング・ハーランド   | 90+2分 |      |
| サブメンバー               |    |                          |        |      |
| GK                         | 18 | シュテファン・オルテガ   |        |      |
| GK                         | 33 | スコット・カーソン       |        |      |
| DF                         | 2  | カイル・ウォーカー       |        | 82分 |
| DF                         | 14 | アイメリク・ラポルテ     |        |      |
| DF                         | 21 | セルヒオ・ゴメス         |        |      |
| DF                         | 82 | リコ・ルイス             |        |      |
| MF                         | 4  | カルバン・フィリップス   |        |      |
| MF                         | 32 | マクシモ・ペローネ       |        |      |
| MF                         | 47 | フィル・フォーデン       |        | 36分 |
| MF                         | 80 | コール・パーマー         |        |      |
| FW                         | 19 | フリアン・アルバレス     |        |      |
| FW                         | 26 | リヤド・マフレズ         |        |      |
| 監督                       |    |                          |        |      |
| ジョゼップ・グアルディオラ |    |                          |        |      |

| GK                   | 24                   | アンドレ・オナナ           | 90+2分 |      |
| CB                   | 36                   | マッテオ・ダルミアン       |        | 84分 |
| CB                   | 15                   | フランチェスコ・アチェルビ |        |      |
| CB                   | 95                   | アレッサンドロ・バストーニ |        | 76分 |
| RM                   | 2                    | デンゼル・ダンフリース     |        | 76分 |
| CM                   | 23                   | ニコロ・バレッラ           | 59分   |      |
| CM                   | 77                   | マルセロ・ブロゾヴィッチ   |        |      |
| CM                   | 20                   | ハカン・チャルハノール     |        | 84分 |
| LM                   | 32                   | フェデリコ・ディマルコ     |        |      |
| CF                   | 10                   | ラウタロ・マルティネス     |        |      |
| CF                   | 9                    | エディン・ジェコ           |        | 57分 |
| サブメンバー         |                      |                            |        |      |
| GK                   | 1                    | サミール・ハンダノヴィッチ |        |      |
| GK                   | 21                   | アレックス・コルダツ       |        |      |
| DF                   | 6                    | ステファン・デ・フライ     |        |      |
| DF                   | 12                   | ラウル・ベッラノーヴァ     |        | 76分 |
| DF                   | 33                   | ダニーロ・ダンブロージオ   |        | 84分 |
| DF                   | 37                   | ミラン・シュクリニアル     |        |      |
| MF                   | 5                    | ロベルト・ガリアルディーニ |        |      |
| MF                   | 8                    | ロビン・ゴセンス           |        | 76分 |
| MF                   | 14                   | クリスティアン・アスラニ   |        |      |
| MF                   | 22                   | ヘンリク・ムヒタリアン     |        | 84分 |
| FW                   | 11                   | ホアキン・コレア           |        |      |
| FW                   | 90                   | ロメル・ルカク             | 83分   | 57分 |
| 監督                 |                      |                            |        |      |
| シモーネ・インザーギ | シモーネ・インザーギ | シモーネ・インザーギ       | 90+6分 |      |

| Man of the Match ロドリ (マンチェスター・シティ) 副審 パヴェウ・ソコルニツキ トマシュ・リストキエヴィチ 第4審判 イシュトヴァーン・コヴァーチ 予備副審 ヴァシレ・フローリン・マリネスク VAR トマシュ・クヴィアトコフスキ AVAR バルトシュ・フランコフスキ VARサポート マルコ・フリッツ | 試合ルール - 試合時間は90分。 - 90分終了後同点の場合、30分の延長戦が行われる。 - 120分終了後同点の場合、PK戦で勝敗が決定される。 - 控えは12名。 - 最大5人まで交代可能。延長戦においては追加の6人目の交代が可能。 |

前半
インテルのキックオフで試合開始。開始直後はGKのアンドレ・オナナと３バックを中心にインテルがボールを保持する中、シティの３トップがハイプレスをかけ応戦し、徐々に保持率を高めていく。５分にはベルナルド・シウバに決定機が訪れるも、シュートは枠を外れる。
その後もボールの保持率では優位に立つシティに対し、インテルは左WBのフェデリコ・ディマルコを起点に反撃の機会を窺う。19分にはディマルコのパスカットからマルセロ・ブロゾヴィッチがミドルシュートを放つも、枠を捉えることはできない。
その後もシティがボールを保持する展開が続く中、27分にはケヴィン・デ・ブライネのスルーパスに反応したアーリング・ハーランドがシュートを放つも、これはオナナの正面を付く。この直後、デ・ブライネが脚を痛めるアクシデントが発生。給水タイムを挟みプレーを続行するも、35分にクロスを放った直後に自ら交代を要求。フィル・フォーデンと交代となり、デ・ブライネは2年前に続き負傷交代という形で決勝の舞台を去ることになった。
その後はインテルが若干ポゼッション面で盛り返すも決定機までは繋げられず、シティも司令塔を欠いた影響で効果的なチャンスは生まれず前半終了の笛を迎えた。
後半
序盤から前半にも増してシティがポゼッションから攻勢を強めていくも、決定機を作るには至らない。
一方、序盤の攻勢を凌いだインテルは55分にハカン・チャルハノールがミドルシュートを放つも、DFに防がれる。直後にインテルは古巣対決となったエディン・ジェコに替えてロメル・ルカクを投入。
58分にはシティのバックパス処理のミスからインテルが決定機を迎える。マヌエル・アカンジとエデルソンがお見合いする形となった隙を突いたラウタロ・マルティネスが抜け出し、シュートを放つもエデルソンのセーブでシティが難を逃れた。
その後はシティが保持する展開が続く中、68分についに均衡が破れる。押し込む展開から戻されたボールを受けたアカンジが一瞬の隙を突き裏に抜け出したシウバにスルーパス。シウバの折り返しはフランチェスコ・アチェルビにブロックされるものの、そのボールがフリーで詰めていたロドリの目の前に零れる。ロドリが迷わずシュートを選択すると、これがDFの脇を抜けてゴールへ突き刺さり、シティが待望の先制点を挙げる。
追いかける展開となったインテルも直後に決定機を迎える。70分、空中戦の流れからルカクがDFを引き付け、フリーになったディマルコがヘディングシュートを放つ。ループシュートのような軌道を描いたシュートはエデルソンを超えゴールへ向かうもクロスバーに阻まれる。このボールは再びディマルコの前に零れ再度ヘディングで押し込もうとするが、シュートはルカクに当たってしまい決定機を生かせず。
インテルはその後もルカクを中心に攻勢を強める。76分にはアレッサンドロ・バストーニに替えてロビン・ゴセンス、デンゼル・ダンフリースに替えてラウル・ベッラノーヴァを投入し、攻撃的な選手を並べることで更に圧力をかけていく。この直後、シティがフォーデンの個人技から決定機を迎えるも、シュートはオナナの正面を付き、決定的な追加点を挙げることはできない。
82分、シティはここまで偽SB、偽CBと奮闘し疲労の色の濃かったジョン・ストーンズを下げ、カイル・ウォーカーを投入。一方のインテルも84分にチャルハノールを下げ負傷から復帰したばかりのヘンリク・ムヒタリアン、マッテオ・ダルミアンに替えてダニーロ・ダンブロージオを投入する。
逃げ切りを図るシティに対しインテルは交代で入ったゴセンスを中心に、ここまで再三の好機を生み出していた左サイドからシティゴールに迫る。88分にはゴセンスの折り返しを競り勝ったルカクが決定的なヘディングシュートを放つも、エデルソンの正面を付き、同点に追いつくことはできなかった。
アディショナルタイム5分、ラストプレーでCKを得たインテルはオナナも攻め上がり同点を狙う。ニアを狙ったキックをゴセンスが合わせるも、エデルソンのセーブに遭う。このボールにブロゾヴィッチが追いつくももう一度折り返すことはできずゴールラインを割る。この瞬間、試合終了のホイッスルが吹かれ、シティが悲願の初優勝を果たすとともに、国内リーグ、カップと合わせて3冠を達成した。

### 統計
| 指標           | マンチェスター・シティ | インテル |
| -------------- | ---------------------- | -------- |
| 得点           | 0                      | 0        |
| シュート       | 4                      | 4        |
| 枠内シュート   | 2                      | 1        |
| セーブ         | 1                      | 2        |
| ボール支配率   | 61%                    | 39%      |
| コーナーキック | 0                      | 1        |
| ファウル       | 4                      | 8        |
| オフサイド     | 1                      | 1        |
| イエローカード | 0                      | 0        |
| レッドカード   | 0                      | 0        |

| 指標           | マンチェスター・シティ | インテル |
| -------------- | ---------------------- | -------- |
| 得点           | 1                      | 0        |
| シュート       | 3                      | 11       |
| 枠内シュート   | 2                      | 4        |
| セーブ         | 4                      | 1        |
| ボール支配率   | 54%                    | 46%      |
| コーナーキック | 2                      | 3        |
| ファウル       | 6                      | 10       |
| オフサイド     | 0                      | 0        |
| イエローカード | 2                      | 4        |
| レッドカード   | 0                      | 0        |

| 指標           | マンチェスター・シティ | インテル |
| -------------- | ---------------------- | -------- |
| 得点           | 1                      | 0        |
| シュート       | 7                      | 15       |
| 枠内シュート   | 4                      | 5        |
| セーブ         | 5                      | 3        |
| ボール支配率   | 58%                    | 42%      |
| コーナーキック | 2                      | 4        |
| ファウル       | 10                     | 18       |
| オフサイド     | 1                      | 1        |
| イエローカード | 2                      | 4        |
| レッドカード   | 0                      | 0        |